# Charge de Montecieco
- Campagne en Libye et en Égypte
- Tunisie
- Balkans
- Méditerranée
- Italie
- Sud de la France

Batailles
Invasion de la Sicile
- Lampedusa
- Corkscrew
- Mincemeat
- Barclay
- Animals
- Chestnut
- Narcissus
- Fustian
- Ladbroke
- Gela
- Troina
- Centuripe

Invasion de l'Italie
- Baytown
- Avalanche
- Rome
- Slapstick
- Armistice de Cassibile
- Achse
- Naples
- Bombardement du Vatican
- Ligne Volturno
- Libération de la Corse
- Ligne Barbara
- Bombardement de Bari

Ligne Gustave
- Ligne Bernhardt
- Raincoat
- San Pietro Infine
- Rivière Moro
- Ortona
- Rivière Rapido
- Monte Cassino
- Shingle
- Cisterna
- Diadem
- Strangle
- Ligne Trasimene
- Libération de Rome
- Ancône
- Brassard

Ligne gothique
- Rimini
- Saint-Marin
- Gemmano
- Montecieco
- Monte Castello
- Garfagnana

Offensive du printemps 1945
- Tombola
- Bowler
- Roast
- Bologne
- Argenta Gap
- Herring
- Collecchio

Guerre civile italienne

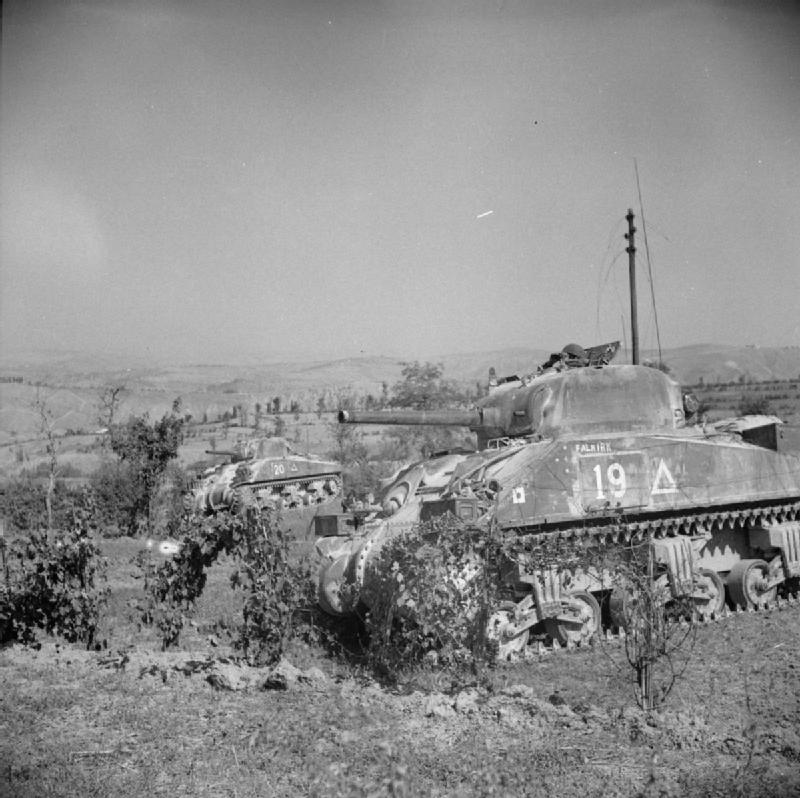
Un char 6 RTR Sherman en Italie (1944)

La Charge de Montecieco  (en italien : Carica di Montecieco)  est une péripétie de la phase offensive pendant la campagne d'Italie lancée par l'armée alliée afin de percer la ligne Gothique sur l'Adriatique afin de libérer la ville de Rimini.

## La bataille
La charge de Montecieco (indiquée parfois sous l'appellation de balaclava corazzata est un épisode de la bataille de la « Ligne Jaune  » pour la percée de  la ligne Gothique. 
La 1re Division cuirassée anglaise attaque la hauteur de Montecieco, situé à environ 8 km au sud de Rimini, sur laquelle est implantée la défense des forces de la Kampfgruppe Stollbrock (90e Panzergrenadier Division), subissant de telles pertes que le jour suivant la division est dissoute.

## La charge
À 10,50 heures  27 chars Sherman se mettent en route afin d'attaquer un objectif rendu peu visible par la configuration du terrain. 
Le feu des PanzerabwehrKanone 40 de 75 et de 88 commencent aussitôt à tirer avec 6 canons postés à gauche et légèrement en retrait de façon à toucher les chars Sherman sur le côté et sur l'arrière où la cuirasse était la plus faible. 

« Quand les chars commencèrent à apparaître sur la crête, les canonniers, éberlués, n'en croyaient pas leurs yeux. En consultant les instructions de tir de leurs 88, ils se trouvaient dans la position de tireurs d'élite tirant avec des fusils de précision sur des troupes d'infanterie avançant lentement en ligne droite complètement à découvert »

— D. Orgill, The Gotic Line, Heinemann, Londres, 1967, cité par Montemaggi, op. cit. page 152
À 11,30 heures seuls trois chars de l'escadron B rentrent, l'escadron C est anéanti. Des 52 chars Sherman de Queen's Bays il n'en reste que 18 utilisables et 64 hommes d'équipage sont morts
À ce point, Goodbody, sans consulter le commandement donne l'ordre d'arrêter l'attaque et de consolider les positions.

## Conséquences
Malgré les pertes subies, les troupes alliées indiennes enfoncent les lignes allemandes à San Marino et simultanément les Canadiens franchissent le col de Covignano et le fleuve Marecchia, près de San Martino in Riparotta, obligeant les Allemands à se retirer.
À ce point, la position de Montecieco n'était plus stratégique et au cours de la nuit, la Kampfgruppe Stollbrok se retire en bon ordre pour rejoindre les zones au Nord.
Goodbody communique à tous les officiers la dissolution de la 1re Division Cuirassée et la transformation de la  2e brigade cuirassée en brigade autonome sous le commandement du général Combe.
Le 21 septembre 1944 les divisions grecques, appuyées par les chars armés néo-zélandais, entrent dans la ville de Rimini, déjà détruite par les bombardements alliés.